# Clayton (Carolina del Nord)
Clayton és una població dels Estats Units a l'estat de Carolina del Nord. Segons el cens del 2007 tenia 13.842 habitants.

## Demografia
Segons el cens del 2000, Clayton tenia 6.973 habitants, 2.768 habitatges i 1.929 famílies. La densitat de població era de 498,6 habitants per km².
Dels 2.768 habitatges en un 35,2% hi vivien nens de menys de 18 anys, en un 52,1% hi vivien parelles casades, en un 13,1% dones solteres, i en un 30,3% no eren unitats familiars. En el 25,8% dels habitatges hi vivien persones soles el 9,2% de les quals corresponia a persones de 65 anys o més que vivien soles. El nombre mitjà de persones vivint en cada habitatge era de 2,52 i el nombre mitjà de persones que vivien en cada família era de 2,99.
Per edats la població es repartia de la següent manera: un 26,8% tenia menys de 18 anys, un 8,5% entre 18 i 24, un 35,3% entre 25 i 44, un 19,3% de 45 a 60 i un 10% 65 anys o més.
L'edat mediana era de 33 anys. Per cada 100 dones de 18 o més anys hi havia 89,4 homes.
La renda mediana per habitatge era de 44.750 $ i la renda mediana per família de 52.551 $. Els homes tenien una renda mediana de 35.857 $ mentre que les dones 26.384 $. La renda per capita de la població era de 22.332 $. Entorn del 6,9% de les famílies i l'11,4% de la població estaven per davall del llindar de pobresa.

## Poblacions més properes
El següent diagrama mostra les poblacions més properes.